# Piotr Kałuhin
Piotr Alaksiejewicz Kałuhin (biał. Пётр Аляксеевіч Калугін, ros. Пётр Алексеевич Калугин, Piotr Aleksiejewicz Kaługin; ur. 13 września 1941 w Kudinie w obwodzie twerskim) – białoruski polityk, deputowany do Rady Najwyższej Republiki Białorusi XIII kadencji, w latach 1996–2008 deputowany do Izby Reprezentantów Zgromadzenia Narodowego Republiki Białorusi I, II i III kadencji, kandydat nauk technicznych (odpowiednik polskiego stopnia doktora).

## Życiorys

### Młodość i praca
Urodził się 13 września 1941 roku we wsi Kudino, w obwodzie twerskim Rosyjskiej FSRR, ZSRR. Ukończył Leningradzki Instytut Górniczy, uzyskując wykształcenie górniczego inżyniera budownictwa kopalń. Uzyskał stopień kandydata nauk technicznych (odpowiednik polskiego stopnia doktora). Pracę rozpoczął jako robotnik na kolei w Kalininie (dziś Twer). Odbył służbę wojskową w szeregach Armii Radzieckiej. Pracował jako mistrz kopalni Drugiego Soligorskiego Kombinatu Potasowego, sekretarz komitetu partyjnego drugiego zarządu kopalnianego kombinatu „Biełaruśkalij”, przewodniczący komitetu zawodowego w tym kombinacie, kierownik kopalni drugiego zarządu kopalnianego, dyrektor czwartego zarządu kopalnianego, główny inżynier, dyrektor generalny „Biełaruskalija”.

### Działalność parlamentarna
W pierwszej turze uzupełniających wyborów parlamentarnych 29 listopada 1995 roku został wybrany na deputowanego do Rady Najwyższej Republiki Białorusi XIII kadencji z soligorskiego-południowego okręgu wyborczego nr 211. 5 grudnia 1995 roku został zarejestrowany przez centralną komisję wyborczą, a 9 stycznia 1996 roku zaprzysiężony na deputowanego. Od 23 stycznia pełnił w Radzie Najwyższej funkcję członka Stałej Komisji ds. Polityki Ekonomicznej i Reform. Był bezpartyjny. Poparł dokonaną przez prezydenta Alaksandra Łukaszenkę kontrowersyjną i częściowo nieuznaną międzynarodowo zmianę konstytucji. 27 listopada 1996 roku przestał uczestniczyć w pracach Rady Najwyższej i wszedł w skład utworzonej przez prezydenta Izby Reprezentantów Zgromadzenia Narodowego Republiki Białorusi I kadencji. Zgodnie z Konstytucją Białorusi z 1994 roku jego mandat deputowanego do Rady Najwyższej zakończył się 9 stycznia 2001 roku; kolejne wybory do tego organu jednak nigdy się nie odbyły.
W 2000 roku został deputowanym do Izby Reprezentantów II kadencji z soligorskiego miejskiego okręgu wyborczego nr 91. Wchodził w niej w skład Stałej Komisji ds. Polityki Mieszkaniowej, Budownictwa, Handlu i Prywatyzacji. Pełnił funkcję zastępcy przewodniczącego grupy deputackiej „Jedność”, był członkiem zjednoczenia deputackiego „Za Związek Ukrainy, Białorusi i Rosji” oraz „Przyjaciele Bułgarii”. W 2004 roku został deputowanym do Izby Reprezentantów III kadencji z soligorskiego okręgu wyborczego Nr 90. Pełni w nim funkcję zastępcy przewodniczącego Stałej Komisji ds. Oświaty, Kultury, Nauki i Postępu Naukowo-Technicznego. Jego kadencja w Izbie Reprezentantów zakończyła się 27 października 2008 roku.
W 2023 roku Białoruskie Centrum Śledcze odnalazło konto Kałuhina w szwajcarskim banku Credit Suisse, otwarte w latach 2008–2014. Kałuhin miał na swoim szwajcarskim koncie 1,3 miliona dolarów, co stanowiło 15-krotność jego oficjalnych dochodów w latach 2003–2009.

## Odznaczenia
- Medal „Weteran pracy” (ZSRR);
- Gramota Pochwalna Rady Najwyższej Republiki Białorusi;
- Gramota Pochwalna Zgromadzenia Narodowego Republiki Białorusi;
- Nagroda Państwowa Republiki Białorusi[1].
- Order Świętego Sergiusza Radoneżskiego Rosyjskiego Kościoła Prawosławnego II klasa[10]

## Życie prywatne
Piotr Kałuhin jest żonaty, ma syna i córkę. W 1995 roku mieszkał w mieście Soligorsk.